# Kerteminde (općina)
Kerteminde je općina u danskoj regiji Južna Danska.

## Zemljopis
Općina se nalazi u sjevernom dijelu otoka Fyna, prositire se na 205,85 km2.

## Stanovništvo
Prema podacima o broju stanovnika iz 2010. godine općina je imala 23.770 stanovnika, dok je prosječna gustoća naseljenosti 115,47 stan/km2. Središte općine je grad Kerteminde.

### Naselja
| Veća naselja u općini |            |                    |
| Br.                   | Naselje    | Stanovnika (2010.) |
| 1                     | Kerteminde | 5.712              |
| 2                     | Munkebo    | 5.569              |
| 3                     | Langeskov  | 4.003              |
| 4                     | Rynkeby    | 617                |
| 5                     | Birkende   | 568                |
| 6                     | Marslev    | 398                |
| 7                     | Dalby      | 359                |
| 8                     | Mesinge    | 344                |
| 9                     | Kertinge   | 266                |
| 10                    | Rønninge   | 263                |

## Vanjske poveznice
- Službena stranica općine